# Sol ardiente de junio
Sol ardiente de junio (en inglés Flaming June) es una obra pictórica de Lord Frederic Leighton, producida en 1895. Pintada al óleo en un marco de 47" x 47", es ampliamente considerada como la obra maestra de Leighton, mostrando su naturaleza clásica. Se cree que la mujer retratada alude a las figuras durmientes que los griegos a menudo pintaban y llamaban colectivamente como Venus, y cuya modelo es Dorothy Dene, de quien se presume que fue amante del autor de la obra, aunque no hay nada confirmado.
Sol ardiente de junio fue subastada en la década de 1960, durante un período de tiempo donde era difícil la venta de pinturas de la época victoriana, y no se llegó a vender por su precio de reserva mínimo de $140 dólares (el equivalente de $840 dólares en los precios actuales). Después, fue rápidamente adquirido por el Museo de Arte de Ponce, de Puerto Rico, donde reside actualmente (véase el apartado inferior).
La pintura fue honrada en una canción de Paul Weller en su álbum Stanley Road, y también por el cantante mexicano Luis Miguel (quien nació en Puerto Rico) en su video musical para la canción "Amarte es un placer". También ilustra la portada del álbum de 1989 Waltz Darling de Malcolm McLaren.

## Llegada a Puerto Rico
En 1963, Luis A. Ferré —empresario y político puertorriqueño, que sería elegido gobernador cinco años después— estaba en un viaje alrededor de Europa, participando en la compra de pinturas y esculturas para el Museo de Arte de Ponce en Puerto Rico, que había fundado. En una parada en una galería en Ámsterdam, se encontró con Sol ardiente de junio, abandonada en un rincón. Quedó impresionado por la belleza de la pintura, y preguntó al propietario por ella. El propietario dijo que nadie estaba interesado en ella, ya que se consideraba demasiado anticuada para la época. Pero agregó que si Ferré estaba interesado en ella podía adquirirla por $10 000. A pesar de que Ferré pensó que era cara (como se señaló anteriormente, poco antes había sido subastada por mucho menos), llegó a un acuerdo con el propietario de que Ferré transferiría el dinero para la pintura. El hombre le dio su palabra de no venderla a nadie más.
Antonio Luis Ferré, hijo del industrial, muchos años después relató que su padre pasó una noche sin dormir, preocupados de que el propietario de la galería no cumpliría su promesa. Ferré le llamó en la mañana, asegurándole que el dinero sería transferido por cable y pidiéndole que mantuviera su promesa —lo que hizo, aunque otras personas ya habían ido a la galería y les había gustado la pintura.
Así, "Sol ardiente de junio" viajó al Museo de Arte de Ponce y fue mostrada prominentemente. Años más tarde, fue cedida a exposiciones importantes en todo el mundo, con la renovación del interés en el arte victoriano. Como señaló el periódico El Nuevo Día el 22 de abril de 2001, los puertorriqueños se sienten orgullosos de haber rescatado la pintura de la oscuridad y la sensación de que «ahora pertenece a Puerto Rico». 
La rama de tóxica adelfa en la parte superior derecha, simboliza el vínculo frágil entre el sueño y la muerte.

## Cesiones temporales
- Museo del Prado, Madrid, España, en 2009 (24 de febrero-21 de junio, exposición “La bella durmiente. Pintura victoriana en el Museo de Arte de Ponce”).[7]
- Galería Estatal de Stuttgart, Alemania, en 2009.
- Colección Frick, Nueva York, en 2015.
- Museo del Prado, Madrid, España, en 2018.[8]